# Hopperstad stavkirke

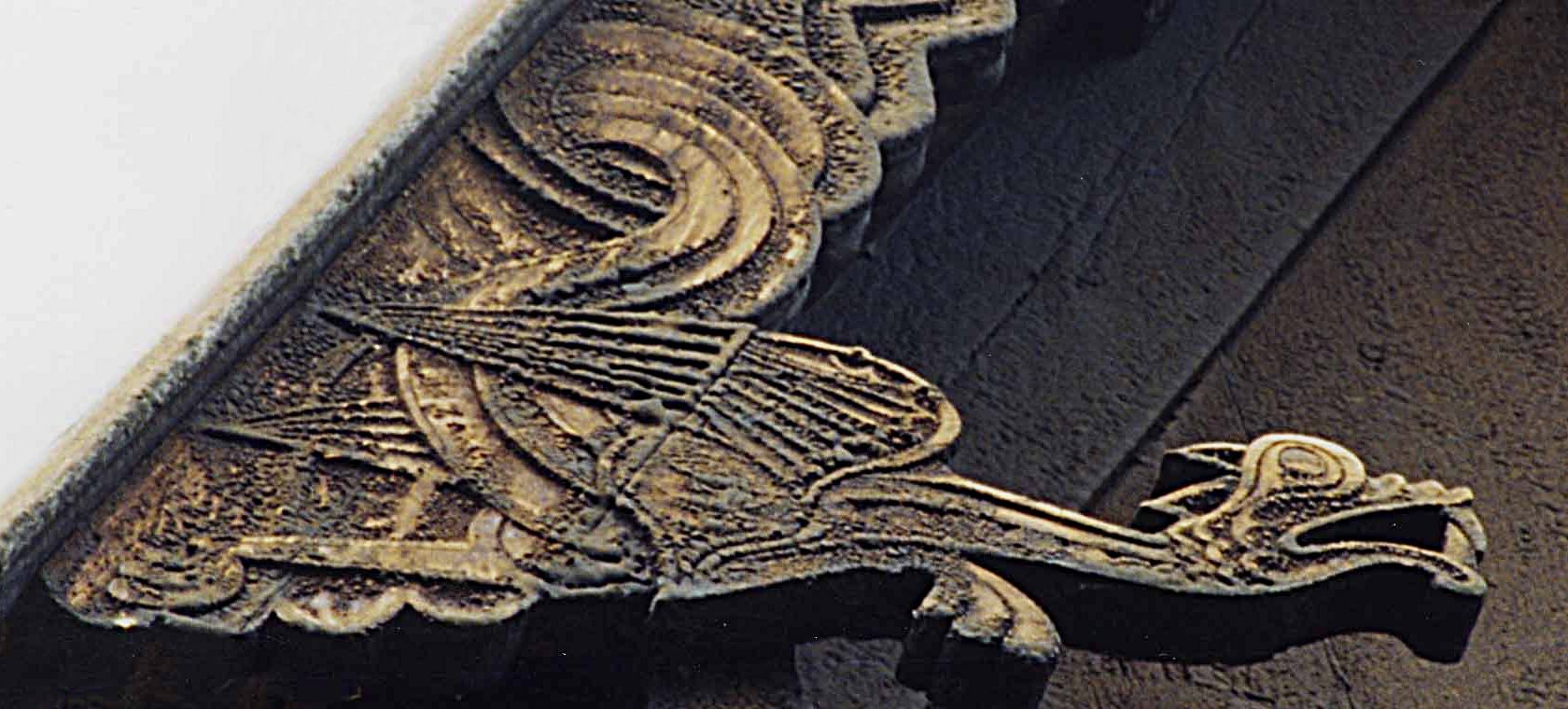
Głowa smoka

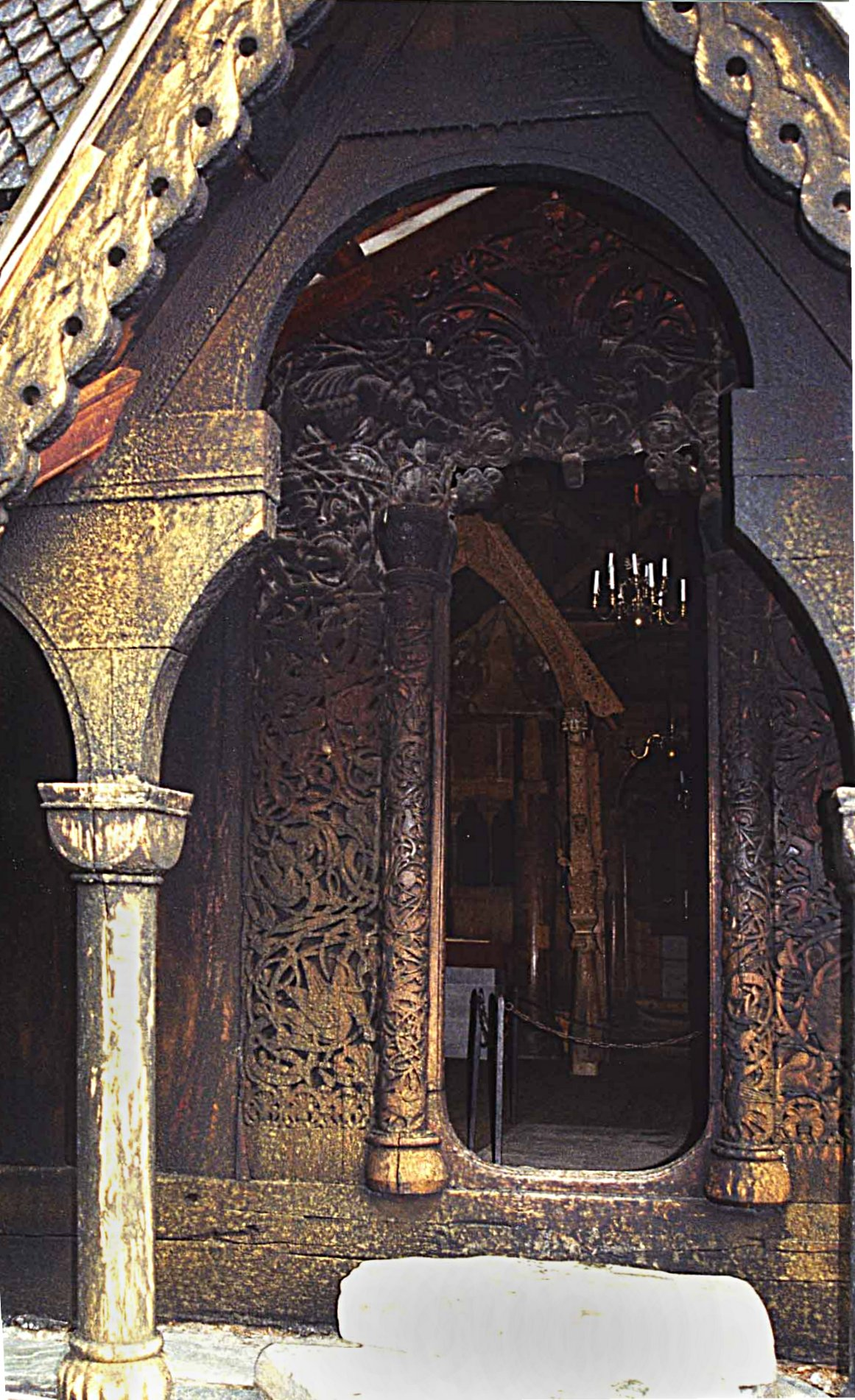
Portal

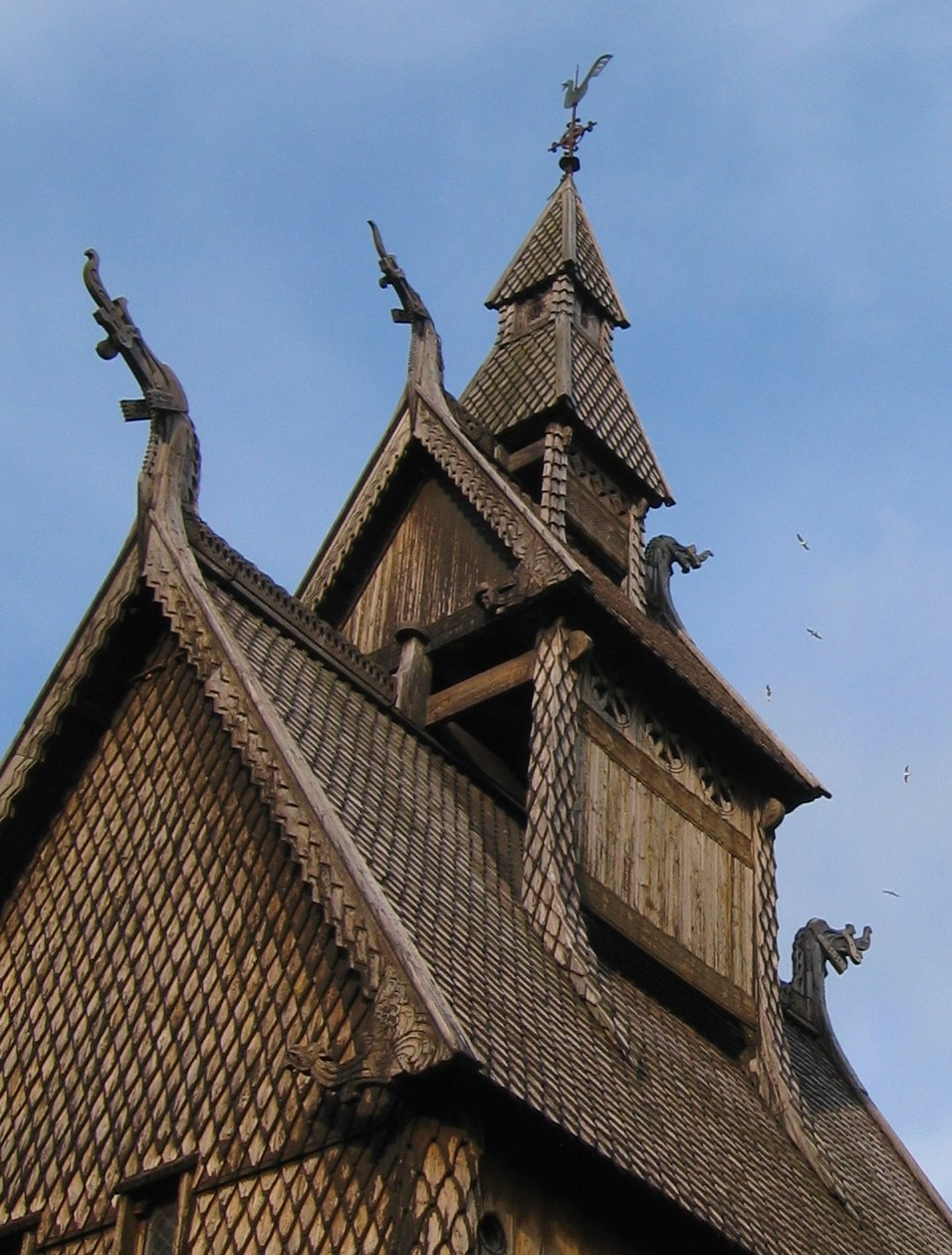
Hopperstad stavkirke

Kościół klepkowy w Hopperstad (Hopperstad stavkirke) – kościół klepkowy (słupowy), znajdujący się w norweskiej miejscowości Hopperstad, w gminie Vik, w regionie Sogn og Fjordane. 
Świątynia została wzniesiona około roku 1130 w miejscu, na którym znajduje się obecnie. 
W 1997 pobrano siedem próbek w celu przeprowadzenia dendrochronologicznego datowania kościoła. Badania wykazały, iż świątynia powstała między rokiem 1034 a 1116, nie przynosząc ostatecznego rozstrzygnięcia. Niewątpliwie jest to jednak jeden z najstarszych kościołów klepkowych, jakie dotrwały do naszych czasów.
Świątynia jest budowlą trójnawową, ze względu na konstrukcję zaliczano do kościołów typu borgundzkiego.
Zachodni przedsionek stanowi jeden z najwspanialszych przykładów średniowiecznego rzeźbiarstwa w drewnie w Norwegii. Motywy rzeźb nawiązują do najczęstszych motywów sztuki romańskiej, która rozwijała się w tym czasie w całej Europie.
Kościół poświęcony jest Matce Bożej.

## Historia
Po około 700 latach od czasu wzniesienia świątyni została ona opuszczona. Stan techniczny konstrukcji systematycznie pogarszał się. Kościół nie był przebudowywany od czasu powstania do XVII wieku. W tym czasie nawa została wydłużona na zachód. Dobudowano dzwonnicę. Wtedy powstał również południowy przedsionek z oddzielnym wejściem. Jedynym fragmentem kościoła pozostawionym z oryginalnej budowli było sklepienie pochodzące z około 1300 roku. 
Po stronie południowej dobudowano pomieszczenie zwane nowym kościołem (nykirken). Jego budowa zakończyła się w XVIII-wieku, jednak około roku 1875 postanowiono je rozebrać. 
Świątynia została zakupiona przez Towarzystwo na Rzecz Zachowania Dawnych Zabytków Norweskich w 1880 roku. Architekt Peter Blix przeprowadził prace rekonstrukcyjne w kościele w latach 1884-1891. W czasie prac odnaleziono elementy starszej świątyni pod podłogą kościoła. Starsza konstrukcja pochodziła prawdopodobnie z drugiej połowy XI wieku. Celem prac rekonstrukcyjnych było przywrócenie kościołowi jego pierwotnego wyglądu.